# Kathedrale des Heiligen Johannes des Täufers (Ankawa)

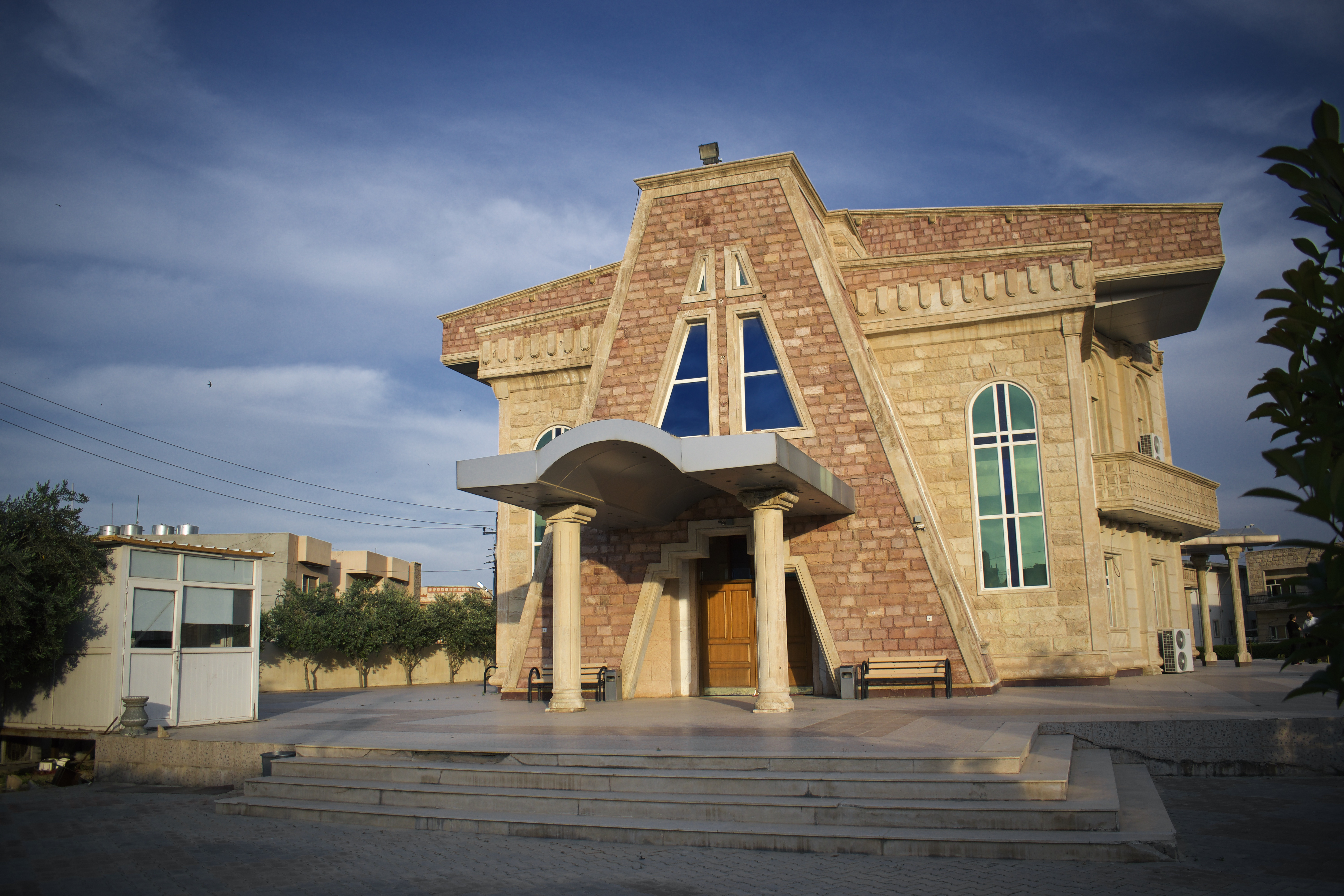
Kathedrale des Heiligen Johannes des Täufers in Ankawa, Westseite, 2018

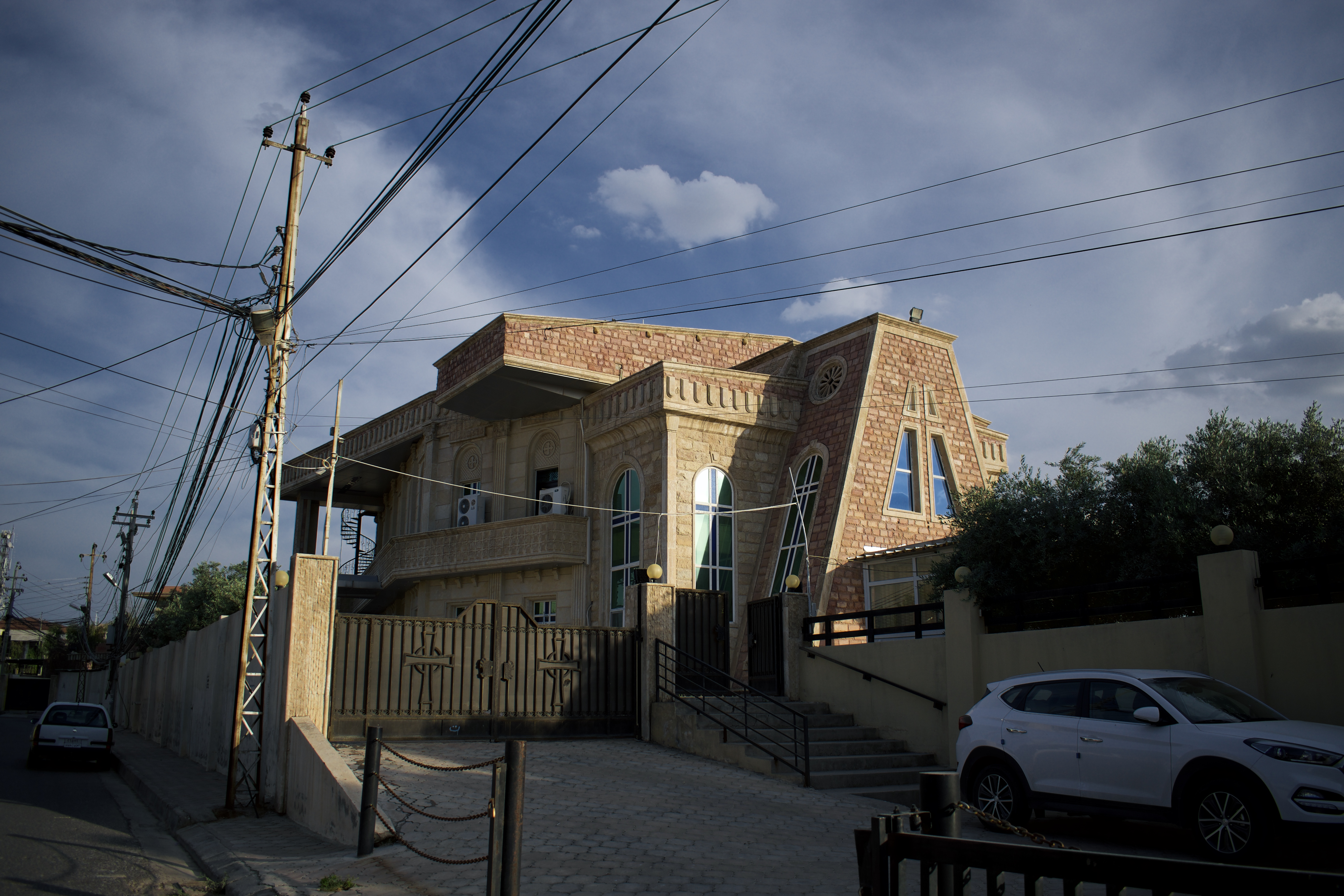
Kathedrale des Heiligen Johannes des Täufers in Ankawa, Ansicht von Nordwesten, 2018

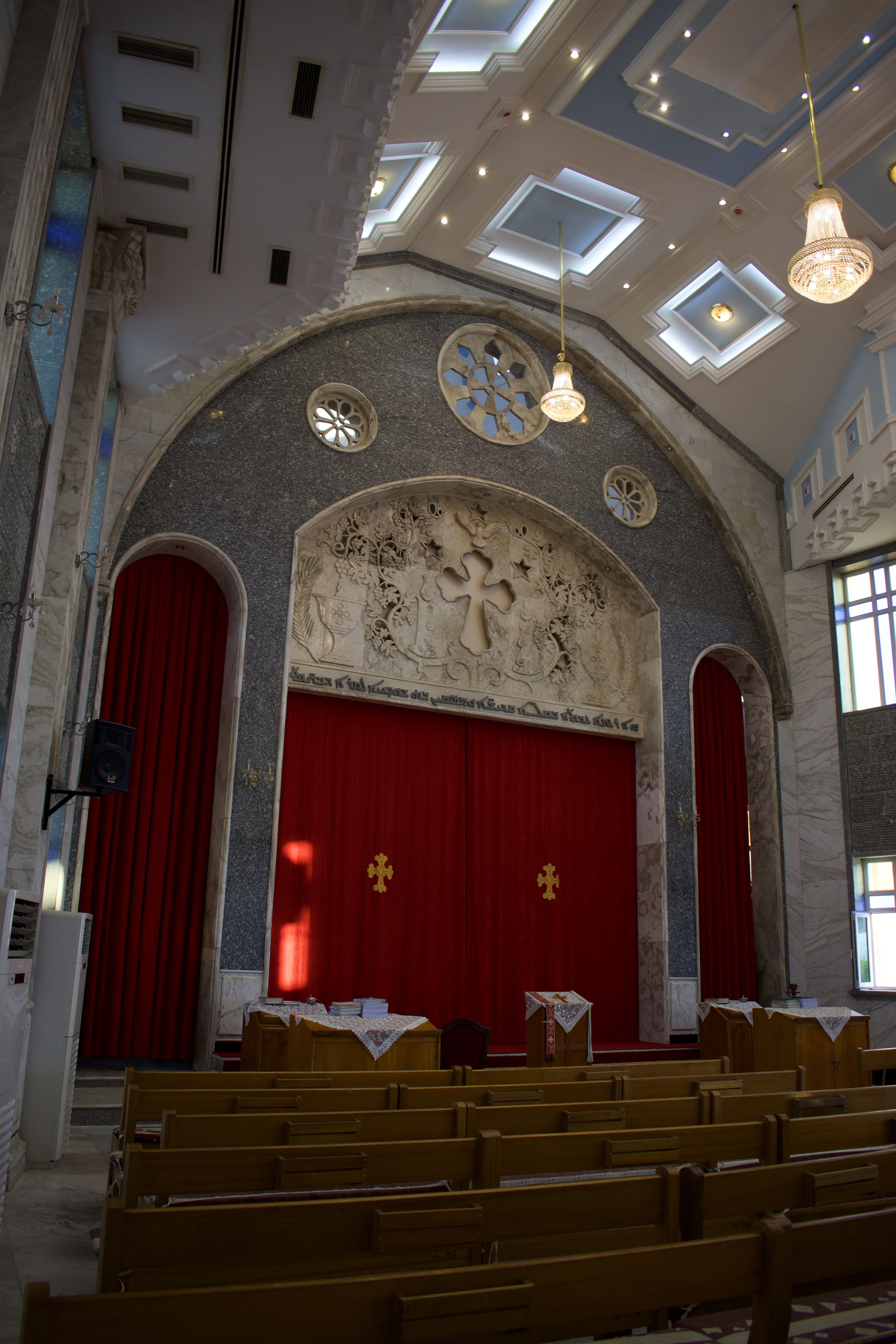
Kathedrale des Heiligen Johannes des Täufers in Ankawa, Innenansicht, 2018

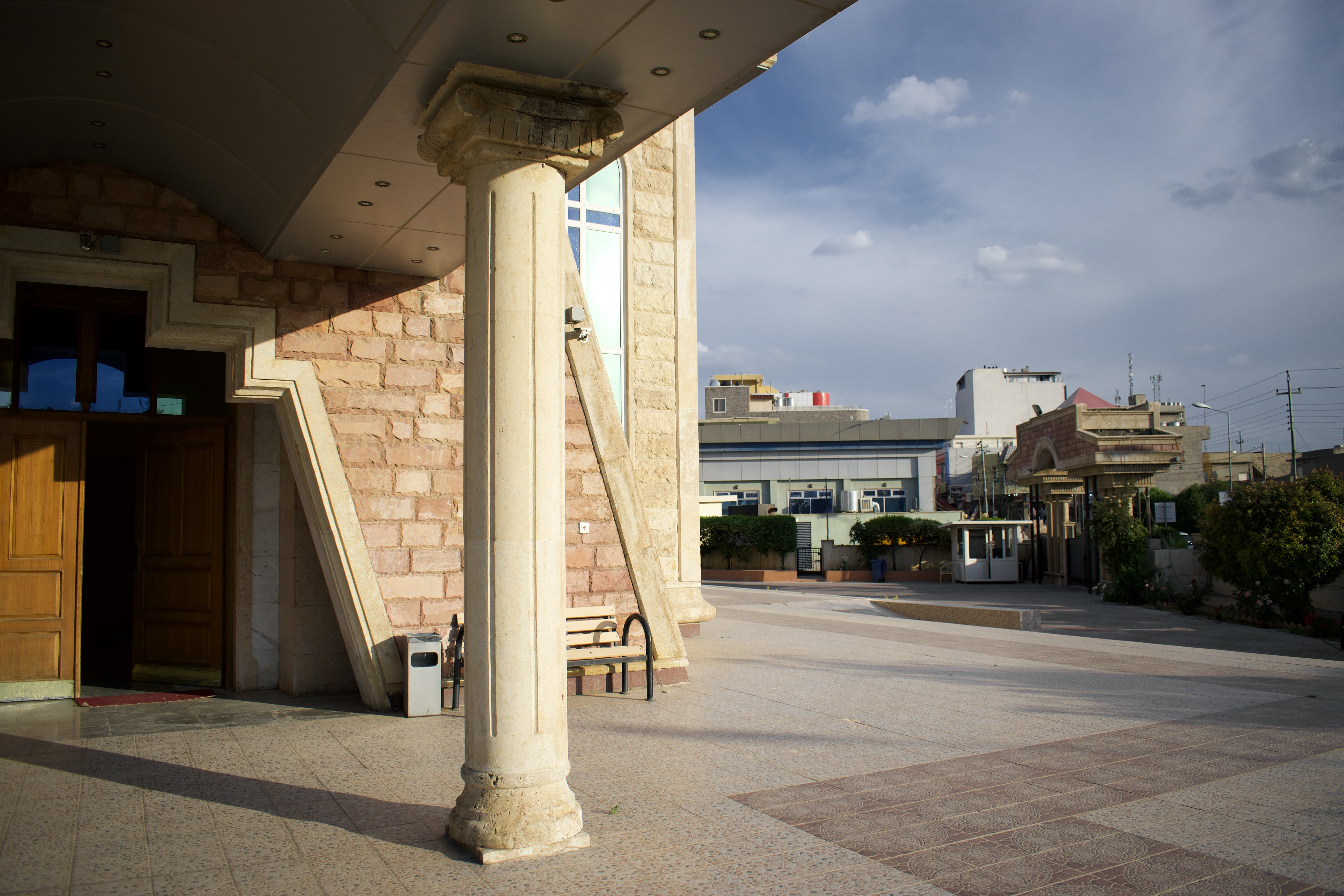
Am Porticus (Westseite), 2018

Die Kathedrale des Heiligen Johannes des Täufers (arabisch كاتدرائية مار يوحنا المعمدان; syrisch ܥܹܕܬܐ (ܟܵܬܸܕܪܵܐܝܼܵܐ) ܕܡܵܪܝ ܝܘܿܚܲܢܵܢ ܡܲܥܡܕܵܢܵܐ ܓܲܘ ܥܲܢܟܵܒ݂ܵܐ), auch Johanneskirche oder Mar Yohanna al Ma’amadan (arabisch كنيسة مار يوحنا المعمدان), ist eine Kirche in der irakischen Stadt Ankawa, die im Jahre 2008 geweiht wurde. Sie ist die Kathedrale des Bistums Erbil der Assyrischen Kirche des Ostens und seit der Inthronisierung von Gewargis III. als Katholikos-Patriarch 2015 auch Sitz des Patriarchats der gesamten Assyrischen Kirche des Ostens.

## Standort
Die assyrische Kathedrale des Heiligen Johannes des Täufers steht im nördlichen Teil von Ankawa, das wiederum am Nordrand von Erbil liegt, an der Ostseite der Yazdandokht-Straße und nördlich der Siryani-Straße, auf 410 m Meereshöhe.

## Geschichte
Seit 1940 residierten die Patriarchen der Assyrischen Kirche des Ostens mit kurzer Unterbrechung in den USA, die längste Zeit in Chicago. Dies änderte sich mit dem Bau der assyrischen Kathedrale des Heiligen Johannes des Täufers in Ankawa, mit dem 2004 begonnen wurde. Im Oktober 2008 wurde die Ankawaer Kathedrale vom in Chicago ansässigen Katholikos-Patriarchen Dinkha IV. geweiht. In diesen Jahren nach der US-Invasion 2003 kamen zahlreiche christliche Flüchtlinge aus anderen Teilen Iraks in die christlich geprägte Stadt Ankawa am Nordrand der Hauptstadt der Autonomen Region Kurdistan, Erbil. Am 26. März 2015 starb Dinkha IV. in den USA im Alter von 79 Jahren, und vom 16. bis zum 18. September 2015 trat der Rat der Prälaten der Assyrischen Kirche des Ostens in einer Heiligen Synode in der neuen Johanneskathedrale in Ankawa zusammen. Am 18. September 2015 wurde Warda Daniel Sliwa von der Heiligen Synode zum 121. Katholikos-Patriarchen von Seleukia-Ktesiphon gewählt, um als Mar Gewargis III. Khanania die Nachfolge des verstorbenen Mar Dinkha IV. anzutreten, und am 27. September 2015 in der Johanneskathedrale, nunmehr Sitz des Patriarchats der Assyrischen Kirche des Ostens, als Katholikos-Patriarch mit dem geistlichen Namen Mar Gewargis III. inthronisiert.

## Architektur
Die nach Osten orientierte assyrische Johanneskathedrale ist aus Beton und Beton-Hohlblocksteinen errichtet, mit Naturstein verblendet und mit assyrischen Kreuzen und Mustern verziert. An der Ostseite des Gebäudes über dem Hochaltar befindet sich die Apsis mit einer Kuppel mit einem glänzenden Kleeblattkreuz aus Bronze. An der Westseite, entgegengesetzt zum Altar, befindet sich ein Eingang mit einem Portal in Form eines großen A. Der Mittelteil des Gebäudes mit seinem teilweise überstehenden Dach hat einen länglich sechseckigen Grundriss und soll dem assyrischen Baum des Lebens nachempfunden sein. An der Südseite des hier zweigeschossigen Gebäudes mit Balkon (wobei die Kirchenhalle beide Geschosse einnimmt) befindet sich die Haupteingangstür, durch die sowohl Männer als auch Frauen in die Kirche gelangen und sie auch verlassen. Hierin unterscheidet sich die Johanneskathedrale von alten assyrischen Kirchen, die getrennte Eingänge für Männer und Frauen hatten.